# Peter Chandler
Peter Chandler (Duxbury; 19 de marzo de 1953) es un exfutbolista estadounidense que jugó como defensa.

## Selección nacional
Jugó tres partidos con la selección de Estados Unidos. Los tres fueron en la Copa Ciudad de México 1975.
Su primer juego fue una derrota por 3-1 ante Costa Rica el 19 de agosto. Luego perdió ante Argentina dos días después y terminó con una derrota por 2-0 ante México el 24 de agosto.

## Clubes
| Club                   | País           | Año       |
| ---------------------- | -------------- | --------- |
| Springfield Pride      | Estados Unidos | 1971-1972 |
| South Florida Bulls    | Estados Unidos | 1973-1974 |
| Hartford Bicentennials | Estados Unidos | 1975-1977 |
| Tampa Bay Rowdies      | Estados Unidos | 1978-1981 |

## Palmarés

### Títulos nacionales
| Título                              | Equipo            | País           | Año     |
| ----------------------------------- | ----------------- | -------------- | ------- |
| North American Soccer League Indoor | Tampa Bay Rowdies | Estados Unidos | 1979-80 |